# جوها تومي
جوها تومي (بالفنلندية: Juha Tuomi)‏ هو لاعب كرة قدم فنلندي في مركز حراسة المرمى، ولد في 7 نوفمبر 1989 في فنلندا. شارك مع منتخب فنلندا تحت 17 سنة لكرة القدم ومنتخب فنلندا تحت 19 سنة لكرة القدم ومنتخب فنلندا تحت 21 سنة لكرة القدم. أما مع النوادي، فقد لعب مع نادي لاهتي.